# Glosar de biochimie
Acest glosar cuprinde termeni din biochimie, farmacologie și toxicologie.
| Cuprins |
| Ab - Ac • Ad - Al • Am - An • Ap - Az • B • Ca - Ce • Ch - Cz • D • E • F • G • H • I • J • K • L • M • N • O • P • R • S • T • U • V • Z |
| Vezi și • Legături externe |

## A

### Ab - Ac
- abietin - substanță rășinoasă extrasă din lemnul de brad, care se prezintă sub formă de cristale incolore, solubile în apă și în alcool; sinonim: coniferină.
- abiogen - (despre un proces chimic) are are loc, se petrece în absența materiei vii, pe cale anorganică.
- abortiv – substanță care provoacă avort.
- absintină  -substanță specifică eliminată de frunzele de pelin (Artemisia absinthium L.).
- acaricide - clasă de combinații chimice insecticide care combat acarienii.
- accelerator cardiac - compus capabil să mărească frecvența bătăilor inimii (de exemplu: adrenalina).
- accelerină - pseudoglobulină termolabilă care intervine în mecanismul de coagulare a sângelui, accelerând conversia protrombinei în trombină.
- acebutolol - medicament beta-blocant, utilizat frecvent în tratamentul hipertensiunii arteriale, anginei pectorale și tulburărilor de ritm cardiac.
- acetazolamidă – medicament utilizat ca diuretic (astăzi înlocuit cu diuretice mai eficiente) în insuficiența cardiacă, în ciroza hepatică etc.
- acetilcolină - substanță organică rezultată prin acetilarea colinei cu ajutorul cetil-coenzimei, neurotransmițător în sinapsele nervilor parasimpatici și în joncțiunile neuromusculare.
- acetonitril - nitrilul acidului acetic, lichid incolor cu miros specific, solvent excelent, materie primă în fabricarea vitaminei B.
- acetilsalicilic, acid ~ - substanță cristalină, albă, obținută sintetic din acid salicilic și anhidridă acetică; are acțiune febrifugă, antiiflamatorie, antireumatismală și analgezică, cunoscut sub denumirea comercială de aspirină.
- acidamină - produs obținut prin transformarea treptată a albuminoidelor alimentare.
- acid gras - acid organic, principalul constituent al lipidelor.

- acid gras esențial - categorie de grăsimi, care includ acidul linoleic, acidul linolenic și acidul arahidonic, pe care organismul nu le produce, dar sunt importante pentru sinteza de hormoni.
- acid gras trans - acid gras nesaturat, care se regăsește în cantități mici în carne și în grăsimea din lapte.

- acidofil:

- leucocit granulocit ale cărui granulații citoplasmatice au afinitate pentru coloranți acizi, ca eozina polinucleară, care are proprietatea de a fixa coloranții biochimici acizi;
- (despre substanțe sau compuși tisulari sau celulari) cu afinitate selectivă pentru un mediu acid; oxifil.
- acidol – clorhidrat de betaină, utilizat în anaclorhidrie (sinonime: betacid, acidopeps).
- acidopeps – vezi: acidol.
- acizi biliari - acizi organici care intră în compoziția bilei: acidul colic, acidul dezoxicolic, acidul glicocolic si acidul taurocolic.
- acizi grași cu lanț scurt - compuși organici care intră în componența lipidelor și care pot fi absorbiți rapid: butiric, capronic, caprilic, caprinic; sinonim: acizi grași volatili.
- acizi grași volatili - vezi acizi grași cu lanț scurt.
- aconitină – alcaloid foarte toxic extras din Aconitum napellus (popular: omag); provoacă inhibiția centrilor nervoși bulbospinali și are efecte analgezice.
- acriflavină – vezi: tripaflavină.
- ACTH - hormon sintetizat și stocat în glanda hipofiză anterioară, fiind eliberat la orice formă de stres; controlează secreția hormonilor corticosteroizi de către glanda suprarenală (sinonime: (hormon) adrenocorticotrop, adrenocorticotropină, corticotropină).
- actină - proteină care se găsește în mușchi, având rol în contracția acestora.
- actinomicină - antibiotic cromopeptidic izolat din diferite specii de streptomicete.
- activatori ai canalelor de potasiu - medicamente care controlează mișcarea ionilor de potasiu prin canalele de proteine în membrana celulară; sunt utilizate pentru a îmbunatăți circulația sangvină în mușchiul cardiac în caz de angină pectorală.
- activatori ai plasminogenului - enzime care convertesc plasminogenul inactiv în plasmină activă, care dizolvă cheagurile sangvine.
- acțiune cumulată - efectele toxice ale unui medicament, produse prin administrări repetate de doze mici la intervale care nu sunt destul de lungi pentru ca medicamentul sa fie descompus sau excretat.

### Ad - Al
- adamantină - substanță albă care acoperă coroana dentară; smalț dentar.
- adaptogen - substanță care crește capacitatea organismului de a răspunde la stres, ajutându-l să se adapteze fizic, psihic și imunitar.
- adenină – substanță din clasa purinelor, prezentă în diferite țesuturi animale și vegetale; este numită și vitamina B4.
- adenozină - nucleozidă alcătuită dintr-o moleculă de adenină și o pentoză.
- adenozin-fosforic, acid ~ - combinație între adenină, riboză și una, două sau trei molecule de acid fosforic (acid adenozin-monofosforic (AMP), difosforic (ADP) sau trifosforic (ATP)), care participă la procesele energetice din celule și din țesuturi.
- adenozintrifosfat - trinucleotid compus din adenină, riboză și trei radicali fosfat, care se găsește în celule și are rol de a stoca energia acestora pentru contracția musculară (sinonim: acid adenozintrifosforic).
- adenozintrifosforic, acid ~ - vezi adenozintrifosfat.
- adermină – vezi: vitamina B6.
- adjuvant - (medicament secundar) care se asociază cu un alt medicament și permite absorbția lui mai ușoară sau facilitează acțiunea lui, având rolul de a completa tratamentul specific.
- adrenalină - hormon  secretat de glanda suprarenală, cu acțiune asupra metabolismului, mărind consumul de oxigen și provocând creșterea concentrației glucozei în sânge  (sinonime: epinefrină, suprarenină).
- adrenalon - produs intermediar de oxidare a adrenalinei, cu acțiune vasoconstrictoare.
- adrenocorticotrop, hormon ~ - vezi ACTH.
- adrenocorticotropină - vezi ACTH.
- adrenocrom - produs intermediar al metabolismului adrenalinei care determină reducerea timpului de sângerare și mărește rezistența capilară.
- adrenolitic - (substanță) care se opune acțiunii adrenalinei.
- adrenomimetic - (substanță) cu acțiune similară catecolaminelor.
- adrenosteron - hormon sexual masculin prezent la nivelul cortexului, cu acțiune virilizantă.
- aerosol - sistem compus din particule solide sau lichide dispersate într-un gaz și utilizat în tratarea a diverse boli (cum ar fi aerosolii cu antibiotice, aerosolii cu efedrină).
- afion - lichid narcotic extras din macul de grădină (Papaver somniferum).
- afrodiziac - substanță sau aliment care stimulează impulsurile sexuale.
- aftershave - lichid pe bază de alcool, utilizat după bărbierit ca antiseptic și astringent.
- agar-agar – substanță zaharoasă extrasă din alge marine, utilizată în industria alimentară sau ca mediu de cultură pentru bacterii, ciuperci și alge.
- agonist - substanță care acționează la nivelul receptorilor celulari producând același efect sau efect similar cu acela al mesagerilor chimici normali ai organismului (vezi și antagonist).
- alanină – aminoacid natural, întâlnit frecvent în proteine.
- alantoină - produs de oxidare al acidului uric, prezent în urina mamiferelor.
- albastru de metilen – pulbere de culoare albastră-închis, utilizată în special ca antiseptic.
- albuminat - combinație a unei albumine cu oxizi metalici; metaproteină.
- albumină – substanță naturală din clasa proteinelor, solubilă în apă și coagulabilă prin încălzire și care se transformă prin hidroliză în aminoacizi și amoniac.
- albuminoid - proteină insolubilă, care se găsește în țesuturile cartilaginoase (exemplu: scleroproteina).
- albuminometru - aparat pentru determinarea cantității de albumină dintr-un lichid organic.
- albumoză – produs primar de degradare a proteinelor (de exemplu prin descompunerea albuminei în timpul digestiei gastrice); este prezent în plasmă sau în urină și este necoagulabil.
- alcalin - medicament folosit în tratamentul acidității.
- alcaloid - substanță bazică azotată, de origine vegetală sau obținută sintetic, toxică, cu diferite acțiuni farmacodinamice; exemple: morfină, opiu, codeină, nicotină, chinină, cocaină.
- alcoolat - medicament lichid obținut prin distilarea alcoolului prin substanțe aromatice.
- alcoolizare - folosire a alcoolului etilic în scop terapeutic.
- alcool sanitar (sau medicinal) -  alcool colorat cu albastru de metilen, care se folosește ca dezinfectant extern.
- aldehidă - compus organic obținut prin oxidarea unor alcooli, folosit în industria farmaceutică.
- aldolază - enzimă care intervine în reacțiile biologice de degradare a glicogenului sau glucozei, scindând fructoza.
- aldosteron – hormon cu structură steroidă și care intervine în metabolismul mineral.
- aleuronă - substanță proteică care se află în celulele stratului de sub învelișul semințelor de cereale, leguminoase și oleaginoase.
- alfacalcidol - analog de vitamina D care este utilizat ca medicament și supliment alimentar.
- algină - substanță mucilaginoasă extrasă din anumite alge marine, care este folosită în industria pielăriei, în industria textilă, pentru apretare.
- alginic, acid - medicament antiacid utilizat frecvent sub forma de gel și în combinație cu alte medicamente, în tratamentul pirozisului determinat de refluxul acid în esofag și hernia hiatală.
- algistatic - (substanță) care poate inhiba dezvoltarea algelor.
- alifie – preparat compus din substanțe active încorporate într-o masă onctuoasă și care se folosește în uz extern (sinonim: unguent).
- alizarină - substanță colorantă, de culoare roșie, extrasă inițial din roibă, azi obținută sintetic, care servește la vopsitul lânii, bumbacului etc.
- aloe – produs obținut din frunzele diferitelor specii de aloe.
- aloxan – substanță cu structură chimică apropiată de cea a acidului uric și care, în anumite doze, distruge celulele pancreatice care secretă insulina, fiind utilizat în medicină pentru producerea diabetului zaharat experimental.

### Am - An
- ambră - substanță ceroasă brună-cenușie, cu miros de mosc, formată în intestinul unei specii de cașalot, care se întrebuințează în parfumerie; chihlimbar cenușiu.
- amfetamină - fenilaminopropan, amină simpaticomimetică, apropiat ca structură și acțiune de efedrină și având efect stimulator asupra sistemului nervos central și periferic (sinonime: benzedrină, fenamină).
- amidaze - grupă de enzime din clasa hidrolazelor, care cuprinde: aminazele, acilamidazele, cicloamidazele, amidinazele; acestea desfac, prin hidroliză, legătura dintre carbon și azot din diferite substanțe, fixând elementele apei.
- amidină - substanță organică pe bază de amidă, folosită în medicamentație.
- amidofenazonă - vezi piramidon.
- amidon - polizaharidă provenită din vegetale și folosită ca materie primă în industria spirtului, a glucozei, în industria farmaceutică și în cea alimentară.
- amidopirină - vezi piramidon.
- amil (nitrit de ~) - lichid volatil, vasodilatator, folosit la inhalații în crizele de angină pectorală.
- amilaceu - care conține sau care este constituit din amidon; sinonim: amilifer.
- amilază - enzimă produsă de pancreas, care, în timpul digestiei, transformă amidonul în maltoză și glucoză și care catalizează reacția de hidroliză a amidonului și glicogenului; este folosită la fabricarea berii și a spirtului; sinonim: diastază.
- amilifer - vezi amilaceu.
- amilodextrină - polizaharid care rezultă din hidroliza amidonului.
- amilogen - care produce amidon.
- amilogeneză - proces de sinteză a amidonului.
- amiloliză - procedeu utilizat în industria alimentară pentru hidrolizarea amidonului în maltoză și glucoză, sub acțiunea enzimelor amilolitice din făină sau din malț.
- amilometru - aparat pentru determinarea conținutului de amidon din tuberculii de cartofi.
- amilopectină - polizaharid ramificat, component al amidonului, cu structură ramificată, constituit din resturi glucozice, care alcătuiește învelișul exterior al granulelor de amidon, dizolvabil în apă numai prin încălzire, dând soluții stabile de o mare viscozitate.
- amiloplast - plastidă incoloră din celulele plantelor, constituită din amidon.
- amilosferă - plastidă globulară amilogenă cu rol nutritiv, din celulele vegetale.
- amiloză - polizaharid liniar, constituent solubil al granulei de amidon; în amestec cu amilopectina formează amidonul.
- aminat, acid ~ - vezi aminoacid.
- aminoacetic, acid ~ - vezi glicocol.
- aminoacizi - substanțe caracterizate prin prezența în aceeași moleculă a unei funcții acide (carboxil) și a unei funcții bazice (aminice); sunt prezenți în toate organismele vii, în stare liberă sau în combinații variate; sinonim: acizi aminați.
- aminoalcool - compus organic, având una sau mai multe grupe amino și hidroxil, care poate exista liber în regnul animal sau vegetal.
- aminofenazonă - antiinflamator nesteroidian din clasa derivaților de pirazolonă, utilizat ca analgezic, antiinflamator și antipiretic; altă denumire: aminopirină.
- aminofenol - substanță care are în moleculă funcția fenolică și funcția aminică.
- aminopeptidază - enzimă intestinală care catalizează scindarea legăturilor peptidice.
- aminopirină - vezi aminofenazonă.
- aminopolipeptidază - ferment secretat de mucoasa intestinală care descompune polipeptidele, până la aminoacizi.
- aminozaharuri - derivați ai zaharurilor care participă la structura unor substanțe ca: streptomicină, eritromicină, imunopolizaharide, mucopolizaharide etc. și care în natură se găsesc sub forma unor polizaharide, dintre care cea mai cunoscută este chitina.
- amodiachină - medicament antimalaric, utilizat în tratamentul cazurilor necomplicate de malarie cu Plasmodium falciparum; vezi și artemisinină.
- amonificare - descompunere a proteinelor din materia organică a solului sub acțiunea microorganismelor, având ca rezultat formarea amoniacului.
- amoniogeneză - formare a amoniacului, la nivelul țesuturilor, în organism.
- amonizare - transformare a azotului organic în azot amoniacal.
- amorsă - oligonucleotid care în anumite condiții (hibridat cu o matrice de acid nucleic) permite unei polimeraze să inițieze sinteza unui al doilea lanț complementar matricei.
- ampicilină - penicilină semisintetică având activitate similară penicilinei G, dar activă și asupra unor germeni gram negativi.
- ampulă - flacon mic de sticlă închis ermetic, în care se păstrează medicamente (injectabile); fiolă.
- anabazin(ă) - alcaloid toxic, extras dintr-o plantă sălbatică din Asia Centrală, cu acțiune asemănătoare cu cea a nicotinei.
- anabolit - produs format în timpul anabolismului.
- anabolizant:

- care favorizează transformarea materiilor nutritive în țesuturi vii;
- steroid înrudit cu testosteronul, care favorizează producția de proteine.
- anaerob - (despre fenomene biochimice) care se produce într-un mediu fără aer.
- anafilatoxină - substanță produsă la contactul organismului cu diverse substanțe străine, netolerate anterior și care determină creșterea permeabilității vasculare și contracția fibrelor netede și în final, în lipsa tratamentului specific, șocul anafilactic.
- anafrodiziac -  (substanță) care face să înceteze dorințele sexuale; vezi și antiafrodiziac.
- analcid - insecticid puternic, întrebuințat mai ales pentru distrugerea păduchilor, a ploșnițelor, a puricilor și a țânțarilor; sinonim: hexaclorciclohexan.
- analeptic - substanță cu acțiune stimulatoare asupra sistemului nervos central, în special asupra centrilor nervoși respiratori și circulatori; exemple: cofeina, pentazolul, lobelina.
- analergic - (substanță) care nu provoacă alergie.
- analgezic (sau analgetic) - (medicament) care calmează sau înlătură temporar durerea prin modificarea pragului senzațiilor dureroase sau prin creșterea toleranței la durere; sinonime: antalgic, antinevralgic
- analgezină - vezi antipirină.
- analiză biochimică - identificare și determinare a componentelor chimice din organismele vii și stabilire a modului de transformare a acestora în cazul stărilor normale și patologice.
- anatoxină - exotoxină microbiană care, prin acțiunea simultană a căldurii și a formolului, își pierde toxicitatea, dar își conservă proprietățile imunologice, fiind utilizată mai ales pentru obținerea unor vaccinuri pentru difterie, tetanos, infecții stafilococice, streptococice etc.
- anavaccin - vaccin preparat cu anatoxină.
- androgen - (despre un hormon sau o altă substanță) care stimulează apariția caracterelor sexuale masculine sau care provoacă în organism modificări cu caracter masculinizat.
- androsterón - hormon masculin excretat în urină și care se poate obține sintetic din colesterol; are acțiune androgenă și este secretat de corticosuprarenală și de testicul, având o activitate mai slabă decât a testosteronului.
- anestezic - substanță care diminuează unele funcțiuni ale sistemului nervos central sau periferic, fiind utilizată în intervențiile chirurgicale.
- anestezină - ester etilic al acidului paraaminobenzoic și utilizat ca anestezic local (sinonim: benzocaină).
- anetol - eter fenolic, cu formula C10H12O și care este constituent al uleiului de anason și de mărar.
- aneurină - vezi vitamina B1.
- angiotensină - polipeptidă rezultată prin acțiunea reninei asupra angiotensinogenului, fiind cel mai puternic vasopresor cunoscut, și care acționează prin stimularea secreției de aldosteron a suprarenalei.
- angiotensinogen - globulină de origine hepatică, element precursor al angiotensinei.
- anhidrază carbonică - enzimă care scindează reversibil acidul carbonic în dioxid de carbon și apă, având rol esențial în menținerea echilibrului acido-bazic; altă denumire: carboanhidrază.
- ankirină - proteină globulară care leagă spectrina cu proteinele la nivelul membranei plasmatice eritrocitare.
- anorexigen - (medicament) care reduce senzația de foame.
- antagonist - substanță a cărei acțiune se opune acțiunii altui produs sau altei substanțe chimice proprii organismului, pe care o inhibă (vezi și agonist).
  - antagonist al receptorilor H2 - clasă de medicamente care blochează acțiunea histaminei la nivelul receptorilor histaminici H2 localizați în celulele parietale ale stomacului; altă denumire: antihistaminic H2.
  - antagonist de calciu - medicament capabil sa se opună intrării calciului în celule; acționează modificând contracția musculara a arterelor și încetinește transmisia influxului nervos spre mușchiul cardiac, ceea ce corectează unele aritmii.
- antalgic - vezi analgezic.
- antiacid - (medicament) care neutralizează aciditatea gastrică și calmează durerile provocate de hiperaciditate.
- antiafrodiziac - (medicament, regim) care calmează excitația sexuală; vezi și anafrodiziac.
- antiagregant - (medicament) care inhibă agregarea trombocitelor.
- antialergic - (medicament) care previne sau combate alergia sau manifestările generale, cutanate, pulmonare sau sangvine, determinate de alergie.
- antiamaril - (despre medicamente, remedii etc.) care se opune febrei galbene.
- antianemic - medicament sau agent care combate sau previne anemia.
- antianginos - (medicament) capabil să reducă frecvența și intensitatea crizelor anginoase.
- antiapoplectic - (medicament) care se utilizează împotriva apoplexiei.
- antiaritmic - medicament destinat corectării unor tulburări ale ritmului cardiac, mai ales ale contracții lor prea rapide sau ineficace.
- antiartritic - (medicament) contra artritei.
- antiastmatic - (medicament) folosit împotriva astmului.
- antibacterian - care combate acțiunea bacteriilor; sinonim: antimicrobian.
- antibiotic - compus organic produs de anumite microorganisme sau obținut prin sinteză care are proprietatea de a opri dezvoltarea microbilor (bacteriostatic) sau de a-i distruge (bactericid).
- anticanceros - vezi antineoplazic.
- anticarie - (despre substanțe) care combate cariile dentare sau care contribuie la prevenirea apariției cariilor.
- anticoagulant - substanță care împiedică procesul de coagulare a sângelui și care stă la baza tratamentului flebitei, infarctului miocardic, arteritei.
- anticolesterol  -substanță care diminuează colesterolul din sânge.
- anticonvulsiv - medicament care calmează convulsiile fără a modifica funcționarea fiziologică a sistemului nervos central.
- antidot:

- substanță care anulează efectul produs de o toxină, un virus etc. din organism printr-un mecanism fizic, chimic, biochimic sau farmacologic; contraotravă;
- (în homeopatie) medicament destinat să atenueze o reacție excesivă determinată de administrarea altui medicament.
- antiemetic - (medicament) care are acțiune împotriva vărsăturilor; sinonim: antivomitiv.
- antienzimă - anticorp, agent sau enzimă cu acțiune neutralizantă asupra unei enzime.
- antiestrogenic - (medicament) care combate acțiunea estrogenilor.
- antiexantematic - (medicament) utilizat la tratarea tifosului exantematic.
- antifebril - vezi antipiretic.
- antifebrină - medicament febrifug și analgezic.
- antiferment - substanță care împiedică activitatea fermenților.
- antifibrinolitic - ferment sangvin care în timpul coagulării împiedică fibrinoliza; sinonim: antiplasmină.
- antiflogistic - termen învechit pentru medicamentele care combat procesele inflamatorii.
- antifungic -  (medicament) care împiedică dezvoltarea ciupercilor, a micozelor cutanate; sinonim: antimicotic.
- antigermín - combinația echimoleculară de acid ortooxichinolin sulfonic cu piramidon și utilizat ca febrifug, analgezic, antiseptic.
- antihelmintic - medicament care combate viermii intestinali din organism; sinonim: vermifug.
- antihemolitic - (medicament) care neutralizează sau previne acțiunea hemolizinei.
- antihipertensiv - (medicament) care diminuează tensiunea arterială.
- antihipnotic - (medicament) împotriva somnului patologic.
- antihistaminic - medicament care exercită o acțiune contrară histaminei și indicat în manifestările alergice.
  - antihistaminic H2 - vezi antagonist al receptorilor H2.
- antihormon - substanță de apărare eliberată de organism în cazul unui tratament îndelungat cu un hormon proteic.
- antiinflamator - (medicament, substanță chimică) care previne sau oprește un proces inflamator.
- antiischemic - (medicament) cu acțiune vasodilatatoare limitată la anumite teritorii, capabil să amelioreze irigația deficitară la nivelul membrelor, al creierului, al vaselor coronariene.
- antileucemie - (substanță chimică) cu capacitatea de a bloca mitozele, folosită în tratamentul leucozelor și al leucemiilor.
- antiluetic - medicament utilizat în tratamentul sifilisului (sinonime: antisifilitic, spirocid).
- antimaláric - medicament utilizat pentru prevenirea și tratarea malariei  (sinonim: antipaludic).
- antimefitic - (substanță, remediu etc.) care combate mirosurile urâte.
- antimetabolit - (substanță) asemănătoare ca structură unui anumit metabolit care perturbă metabolismul.
- antimicotic - vezi antifungic.
- antimicrobian - vezi antibacterian.
- antimitotic - substanță care inhibă multiplicarea celulelor tumorale, fiind folosit în tratamentul unor forme de cancer.
- antinefretic - (medicament) care este recomandat sau prescris în tratamentele împotriva colicilor renale.
- antineoplazic - (medicament) care este recomandat sau prescris în tratamentele împotriva neoplasmului, împiedicând diviziunea și proliferarea celulară, în cancere sau leucemii; sinonim: anticanceros.
- antinevralgic - medicament împotriva nevralgiei; vezi și analgezic.
- antinicotinic - care diminuează, încercând să combată efectele nicotinei; substanță folosită pentru atenuarea până la combatere a efectelor nicotinei.
- antiol - medicament folosit în tratamentul intoxicațiilor cu alcool.
- antioncogen - (medicament) care este prescris împotriva cancerului; vezi și: antimitotic, antineoplazic.
- antioxidanți:

- substanțe care minimalizează oxidările tisulare și țin sub control efectele negative ale radicalilor liberi;
- substanță (cum ar fi fenolul, unele amine), medicament care împiedică sau întârzie procesul de oxidare; sinonim: antioxigen.
- antioxigen - vezi antioxidanți.
- antipaludic - vezi antimalaric.
- antiparazitar - (medicament) care combate bolile provocate de paraziții animali sau vegetali.
- antipepsină - antiferment al pepsinei.
- antiperspirant - (preparat, substanță) care ajută la prevenirea sau la reducerea transpirației; sinonime: antisudorific, antisudoral, antitranspirant.
- antipiretic - (medicament, preparat etc.) care combate febra (cum ar fi aspirina); sinonime: febrifug, antifebril, antitermic.
- antipirină - derivat de pirazolon, utilizat ca analgezic, antitermic și hemostatic (sinonime: fenazonă, analgezină, pirazolină).
- antipirină salicilică - medicament cu proprietăți antinevralgice, folosit în terapeutica antireumatică; sinonime: salipirină, salicilat de antipirină.
- antiplasmină - vezi antifibrinolitic.
- antipolio(mielitic) - medicament, vaccin administrat în scopul prevenirii sau combaterii poliomielitei.
- antiprotrombină - anticoagulant care împiedică transformarea protrombinei în trombină.
- antipruriginos (sau antipruritic) - (medicament, tratament) folosit în cazuri de prurigo.
- antiputrid - (medicament) care împiedică putrefacția (cum ar fi fenolul); vezi și antiseptic.
- antirabic, vaccin ~ - vaccin folosit împotriva turbării.
- antirenină - anticorp al reninei care inhibă efectele enzimatice ale acesteia.
- antireumatic (sau antireumatismal) - (medicament) care combate reumatismul.
- antiseboreic - (medicament) care este folosit în tratamentul simptomatic al seboreei și al acneei.
- antisecretor - (medicament) folosit în inhibarea unei secreții.
- antiseptic - substanță chimică care, aplicată pe țesuturile vii, distruge bacteriile sau împiedică dezvoltarea microbilor patogeni, exemple: fenolul, alcoolul etilic, iodul, clorul etc.; vezi și antiputrid.
- antiser - ser sanguin, administrat în scopul creării imunității pasive față de anumite boli.
- antisifilitic - vezi antiluetic.
- antisoporific - (medicament, substanță) împotriva somnului, a stărilor de somnolență.
- antispastic (sau antispasmodic) - medicament care diminuează spasmele, exemple: beladona, atropina, papaverina; altă denumire: spasmolitic.
- antisudorific sau antisudoral - vezi antiperspirant.
- antisulfamidă - denumire generică pentru substanțele care se opun acțiunii bacteriostatice a sulfamidelor.
- antitermic - vezi antipiretic.
- antitetanos (sau antitetanic) - (medicament) care previne sau combate tetanosul.
- antitific (sau antitifoid) - (medicament, vaccin) care previne sau care combate febra tifoidă.
- antitiroidian - substanță care împiedică sinteza hormonilor tiroidieni în glanda tiroidă și folosită, împreună cu iodul, în tratamentul bolii Basedow.
- antitoxină - tip de anticorpi care neutralizează toxina sub influența căreia au apărut, având deci aplicații la pregătirea unor seruri.
- antitranspirant - vezi antiperspirant.
- antitripsină - substanță care inhibă acțiunea tripsinei.
- antitrombină - substanță din sângele circulant care împiedică formarea fibrinei și a cărei lipsă poate provoca tromboza.
- antitromboplastină - inhibitor natural al coagulării sângelui.
- antitrombotic - (medicament) care se opune procesului de tromboză.
- antitrombozină - substanță formată în ficat și în alte organe, care circulă în sânge, împiedicând coagularea.
- antituberculos - (medicament) care acționează împotriva bacilului Koch, împiedicând dezvoltarea tuberculozei.
- antitusiv - (medicament, preparat etc.) care calmează tusea; exemplu: sirop antitusiv.
- antiulceros - (medicament, preparat etc.) care combate ulcerul gastroduodenal.
- antivariolic - (medicament, ser, vaccin) care imunizează organismul împotriva variolei.
- antiveneric - (medicament) care combate bolile venerice.
- antivenin - ser care conține antitoxine specifice pentru veninul unor animale sau insecte.
- antiviral - substanță, medicament care împiedică multiplicarea virușilor, care anihilează acțiunea acestora; sinonim: antivirotic.
- antivirin - substanță folosită în combaterea maladiilor virotice.
- antivirotic - vezi antiviral.
- antivitamină - substanță naturală sau sintetică cu acțiune contrară acțiunii vitaminei asupra organismului (având structura chimică analogă cu a vitaminei corespunzătoare); exemplu: antivitamina K este un anticoagulant.
- antivomitiv - vezi antiemetic.
- antixeroftalmic - (medicament) care împiedică xeroftalmia.
- antizim(ot)ic - (substanță) care împiedică procesul de fermentație.
- anxiolitic - vezi ataraxic.

### Ap - Az
- apă de Colonia - soluție alcoolică a unui amestec de uleiuri eterice (flori de portocal, rozmarin etc.) întrebuințată in cosmetică pentru mirosul ei plăcut.
- apă de gură - produs utilizat pentru a îmbunătăți igiena orală și a combate apariția cariilor dentare.
- apă oxigenată - (peroxid de hidrogen, H2O2) lichid incolor utilizat ca dezinfectant și decolorant.
- apilarnil - produs apicol având la bază larvele de albine, utilizat în cosmetică sau consumat, în general sub formă de drajeuri, în scop terapeutic, datorită acțiunii sale biostimulatoare.
- apiol - ulei volatil extras din semințele de pătrunjel, al cărui principiu activ, apiolina, servește la declanșarea menstruației și ca febrifug.
- apiolină - principiu activ extras din apiol, folosit ca emenagog.
- apiretogen - care nu provoacă febră.
- apocodeină - alcaloid obținut din clorhidrat de codeină.
- apoenzimă - componentă proteică a unei enzime heteroproteice, care determină specificitatea enzimei și viteza de reacție catalitică.
- apoferitină - proteină de la nivelul mucoasei intestinale care captează fierul din alimentele digerate și asigură traversarea lui prin mucoasa intestinală, sub formă de feritină.
- apomorfină - substanță albă, cu gust amar obținută prin încălzirea morfinei în prezența acidului clorhidric și care are o puternică acțiune vomitivă, fără a avea acțiune analgezică sau hipnotică.
- apozemă - infuzie de plante (la care se adaugă anumite medicamente); decoct.
- apozimază - component proteic (sensibil la temperaturi mari) al zimazei.
- apresolină - produs sintetic întrebuințat ca hipotensiv în formele grave de hipertensiune (sinonim: hidralazină).
- arahidonic, acid ~ - acid gras esential cu numeroase roluri in biochimia organismului; este o componentă importantă a reacțiilor inflamatorii.
- arginază - enzimă solubilă care acționează asupra argininei, cu rol esențial în urogeneză, și care se găsește în cantitate mare (mai ales) în ficatul mamiferelor.
- arginină - aminoacid bazic necesar pentru funcționarea în bune condiții a hipofizei și la sinteza ureii în ficat, care, împreună cu fenilalanina, ornitina și alte substanțe cu acțiune neurologică, este indispensabilă pentru sinteza hormonului de creștere al hipofizei.
- argint coloidal - produs obținut prin reducerea azotatului de argint în mediu alcalin și utilizat ca antiseptic.
- argol - depozit de cristale roșietice-cafenii, compus în special din tartrat acid de potasiu, care se formează pe pereții vaselor în care fermentează mustul.
- artemeter - medicament utilizat în tratamentul malariei; face parte din lista medicamentelor esențiale ale OMS; vezi și artesunat.
- artemisinină - derivat semisintetic utilizat ca medicament în tratamentul malariei cu Plasmodium falciparum; vezi și amodiachină.
- artesunat - medicament utilizat în tratamentul malariei; face parte din lista medicamentelor esențiale ale OMS; vezi și artemeter.
- ascorbic, acid ~ - vezi vitamina C.
- asparagină - aminoacid neesențial, constituent al proteinelor, amidă a acidului aspartic, prezent în numeroase vegetale (mlădițele de sparanghel, rădăcinile de nalbă etc), folosit ca diuretic.
- aspartam - tip de edulcorant de sinteză care poate înlocui zahărul.
- aspartic, acid ~ - aminoacid dicarboxilic care joacă un rol important în sinteza naturală a altor aminoacizi, în reacțiile de transaminare și transdezaminare, care furnizează azot vegetalelor pentru sintezele biologice.
- aspirină - vezi acetil salicilic, acid ~.
- astringent - substanță chimică, medicament care, coagulând albuminoidele, opresc secrețiile și hemoragiile, fiind folosite pentru tratamentul rănilor și al bolilor de piele; exemplu: taninul.
- ataraxic - calmant al sistemului nervos, care reduce reacțiile afective exagerate și atenuează reflexele față de stimulii externi (sinonim: anxiolitic).
- atebrină - substanță folosită în profilaxia și tratamentul malariei, în cazurile în care chinina nu este indicată; exercită și acțiune vermifugă; altă denumire: mepacrină.
- atofan - drivat al chinoleinei, având o acțiune analgezică și antipiretică, fiind folosit în reumatism și în unele nevralgii.
- atoxic - (despre substanțe) care este lipsit de toxicitate, neotrăvitor; inofensiv.
- atrabilă - substanță de culoare închisă prezentă în centrul glandelor suprarenale ale unui cadavru și căreia în Antichitate i se atribuia însușirea de a provoca ipohondria.
- atropină - alcaloid extras din plante ca Atropa belladonna, Hyoscyamus niger, Datura stramonium și care se utilizează ca antispastic, midriatic sau ca dilatant al pupilei.
- aureomicină - clorhidrat de clortetraciclină; are acțiune antibiotică cu spectru larg (boli virotice, infecții intestinale, pulmonare etc.); altă denumire: biomicină.
- auxine - substanțe chimice cu înaltă activitate fiziologică, având o mare importanță în activitatea vitală a plantelor, motiv pentru care se mai numesc și hormonii de creștere ai plantelor (sinonim: fitohormoni).
- avertină - alcool etilic tribromat, folosit ca anestezic; în doze mari determină hipertensiune arterială și tulburări cardiorespiratorii.
- axeroftol - vezi vitamina A.
- axunge - produs obținut prin topirea grăsimii de porc, folosit ca emolient și ca bază pentru unguente.
- azelaic, acid - medicament antibacterian, care se aplică extern, sub forma de cremă, în tratamentul acneei.
- azotit de amil - vezi nitrit de amil.

## B
- bactericid - substanță chimică ce poate să distrugă bacteriile.
- bacitracină - antibiotic produs de unele tulpini de bacterii, care este eficace împotriva unor microorganisme.
- baclofen - medicament relaxant muscular pentru calmarea spasmului determinat de leziuni sau boli ale creierului sau măduvei spinării, incluzând paraliziile cerebrale și scleroza multiplă.
- bacteriostatic - antibiotic ce împiedică dezvoltarea bacteriilor.
- bacteriotoxină - toxină elaborată de o bacterie.
- balsam - nume generic dat esențelor de rășină plăcut mirositoare.
- balsam de Canada - lichid obținut din arborele Abies balsamea și folosit la montarea preparatelor microscopice.
- balsam de Peru - lichid obținut din arborele Myroxylon pereirae, folosit în dermatologie.
- balsam de Tolu - balsam obținut din planta Myroxylon toluifera și folosit în bolile bronhopulmonare.
- balsam sintetic - amestec de diferiți compuși chimici, utilizați în farmacie și în parfumerie.
- balsamice - substanțe rășinoase cu efect calmant asupra mucoaselor inflamate.
- barbital - hipnotic barbituric administrat pe cale orală, cu acțiune lentă, de lungă durată, care potențează acțiunea analgezicelor.
- barbituric:

- (substanță, medicament) care are acțiune calmantă, sedativă, anticonvulsivă, anestezică;
- termen generic pentru ansamblul medicamentelor hipnotice derivate din acidul barbituric.
- barbituric, acid ~ - substanță rezultată prin condensarea ureii cu acid malonic și din care se obțin somnifere (sinonim: malonil uree).
- barbiturice - grup de medicamente derivate din acidul barbituric, cu acțiune de depresie a a activității sistemului nervos central.
- beladonă - extract vegetal obținut din frunzele, semințele și rădăcinile de beladonă, bogate în alcaloizi, care, în doze mici, are acțiune antispastică, sedativă.
- benzedrină - vezi amfetamină.
- benzocaină - vezi: anestezină.
- benzoic, acid ~ - antiseptic folosit pentru conservarea alimentelor și a produselor farmaceutice.
- benzonaftol - pulbere cristalină, albă, insipidă, solubilă în alcool, folosită ca antiseptic în infecțiile intestinale.
- benzpiren - hidrocarbură extrasă din gudron care, fiind un puternic cancerigen, este utilizat la producerea tumorilor experimentale.
- betablocant - substanță medicamentoasă folosită pentru efectul de a contracara acțiunile adrenalinei, noradrenalinei și dopaminei în organism.
- betacid - vezi acidol.
- betaină:

- denumire generică pentru sărurile interne de trimetilamoniu ale aminoacizilor, solide, ușor solubile în apă, care se găsesc în plante și animale;
- sare internă de trimetilamoniu a glicocolului, care se găsește în sfecla-de-zahăr.
- betel - mastic considerat drog, realizat dintr-o frunză de betel (Piper bettle) îndoită, un bob de var nestins și un sfert din nuca Areca catechu.
- biguanidă - substanță derivată din guanidină, folosită în tratamentul diabetului, care potențează acțiunea insulinei fără a crește secreția acesteia.
- bilă - produs de secreție a ficatului care joacă un rokl important în digestia grăsimilor.
- biliari, acizi ~ - acizi sintetizați de ficat, componenți principali ai bilei, formați din acizii colici, derivați din steroli prin conjugare cu aminoacizii glicina sau taurina.
- bilirubină - pigment biliar de culoare roșie, care în stări patologice trece în sânge și în urină.
- biliverdină - pigment biliar de culoare verde.
- biocatalizator – substanță care, fără a îndeplini un rol energetic sau plastic, este indispensabilă organismului, orientând și determinând viteza reacțiilor chimice în cadrul metabolismului.
- biochimie – ramură a biologiei care stabilește corelațiile dintre procesele biologice și structura chimică, prin cercetarea proceselor chimice și fizico-chimice care au loc în organism; sinonim: chimie biologică.
- biocid - (substanță) care împiedică înmulțirea microorganismelor.
- biocompatibil - (despre materiale organice sau anorganice) care, introdus în organism, nu exercită efecte nocive locale sau generale; exemplu: polimer biocompatibil.
- biocrom - pigment de natură biologică.
- biodisponibilitate - proprietatea unui principiu activ al unui medicament de a fi resorbit în cantitate suficientă și destul de rapid pentru a fi eficient.
- bioelemente – elementele chimice care intră în componența celulei vii, exemple: carbonul, oxigenul, azotul, sulful, calciul, fosforul etc.
- biogen - (despre elemente chimice) care a contribuit la apariția vieții pe Pământ.
- biogeochimie – ramură a geochimiei care se ocupă cu studiul compoziției chimice a organismelor și cu modul de participare a materiei vii și a produselor de descompunere în procesele de migrație și acumulare a elementelor chimice din scoarța terestră.
- bioliză - descompunere a materiei organice sub acțiunea organismelor vii.
- bioluminescență – lumină fosforescentă emisă de unele insecte (licurici) și de unele animale submarine (pești luminoși).
- biomicină - vezi aureomicină.
- biopesticid - pesticid produs de un organism viu.
- bioplast(ice) - material plastic degradabil obținut din polimeri și amidon.
- biopolimeri - polimeri implicați în procesele vieții.
- bioreactor - incintă în care se derulează o reacție chimică ce este catalizată de enzime sau celule vii, utilizată în scopuri experimentale sau industriale; exemple: bioreactor electrochimic, bioreactor algal, bioreactor de hidrogen.
- biosinteză - sinteză a unui compus chimic la nivelul celulei vii.
- biostimulator (sau biostimulent) - (substanță) care stimulează asimilația, regenerarea țesuturilor și sporește imunitatea organismului.
- bioterapie – utilizarea în scop terapeutic a vaccinurilor, a țesuturilor vii și a produselor organice (bilă, suc gastric etc.).
- biotină – vezi vitamina B7.
- blocant - (substanță) a cărei acțiune farmacologică se realizează prin blocarea unor receptori.
- boric, acid ~ – pulbere cristalină folosită în aplicații externe, mai ales pentru dezinfecția ochilor, a cavității nazale, a cavității bucale etc.
- borneol - camfor de Borneo.
- bradichinină - peptidă cu un puternic efect vasodilatator care scade presiunea arterială și reprezintă un mediator al inflamației.
- brivaracetam - medicament analog structural cu levetiracetamul, utilizat în tratamentul unor tipuri de epilepsie.
- bromhexin - medicament, cu formula C14H20Br2N2, utilizat ca decongestionant și dezinfectant al căilor respiratorii superioare.
- bromocet - dezinfectant puternic pentru piele, instrumente chirurgicale etc.
- bromoform - (tribrom metan) lichid incolor, cu miros asemănător cloroformului; calmează tusea, prin inhibiția centrilor nervoși, având și o acțiune antispastică și anticonvulsivantă.
- bromural - produs farmaceutic, sub formă de cristale incolore, folosit ca sedativ și hipnotic slab.
- bronhoconstrictor - (substanță) care produce bronhoconstricție.
- bronhodilatator - (substanță) care produce bronhodilatație.
- brucină - alcaloid bazic, derivat al stricninei, fiind de asemenea o otravă foarte puternică.
- bufotoxină - constituent al veninului de broască râioasă, cu acțiune analgezică și hemostatică.
- bulin - vezi cașetă.
- bungarotoxină - toxină extrasă din veninul șarpelui Bungarus multicinctus, utilizată în identificarea, izolarea și studiul receptorilor acetilcolinei.
- Burow soluție ~ - soluție apoasă de acetat de aluminiu; are efecte antiinflamatorii, fiind utilizată extern prin aplicarea de comprese pe locul inflamat.

## C

### Ca - Ce
- cabargá - vezi mosc.
- cadaverină - amină secundară, cu puternică activitate fiziologică, foarte toxică, ce rezultă din descompunerea lizinei, prezentă în procesul de putrefacție cadaverică, având un miros respingător.
- calamină - preparat din carbonat de zinc utilizat ca astringent cutanat blând, sub forma de loțiuni, cremă sau unguente.
- calcidiol - vezi calcifediol.
- calcifediol - secosteroid sintetizat la nivel hepatic, în urma reacției de hidroxilare a vitaminei D3 (alte denumiri: calcidiol, 25-hidroxicolecalciferol).
- calciferol - una dintre cele două forme ale vitaminei D (vitamina D2 - ergocalciferol și vitamina D3 - colecalciferol).
- calcipotriena - vezi calcipotriol.
- calcipotriol - analog al vitaminei D administrat sub formă de unguente, creme sau loțiuni pentru scalp în tratamentul psoriazisului; altă denumire: calcipotriena.
- calcitonină - hormon produs de celulele C din glanda tiroidă, care scade nivelurile calciului și fosforului din sânge; se administrează în tratamentul hipercalcemiei și al bolii Paget a oaselor.
- calmant - vezi sedativ.
- calmodulină - proteină din citoplasmă, care prezintă situsuri de fixare pentru ionii de calciu.
- calomel - clorură mercuroasă cu acțiune purgativă, diuretică, dezinfectantă, vermifugă.
- camfor - compus organic, obținut prin distilarea lemnului arborelui de camfor (Cinnamomum camphora), stimulent al centrilor nervoși vasomotori și al aparatului respirator.
- canabină - substanță rășinoasă extrasă din cânepă indiană.
- canabinol - substanța activă din hașiș.
- cancerigen - substanță care favorizează apariția cancerului (exemple: gudron, benzpiren, benzantracen etc.).
- cannabis - vezi marijuana.
- cantaridină (sau cantaridă) - principiu activ extras din corpul insectei coleoptere Lytta vesicatoria; considerat afrodiziac, în realitate este toxic și iritant, putând produce grețuri, vărsături și chiar moartea.
- caolin - substanță argiloasă de culoare albă, care conține aluminiu și siliciu; poate fi utilizată în cataplasme, pudre emoliente și ca absorbant.
- capreomicină - antibiotic extras din bacteria Streptomyces capreolus, utilizat în tratamentul tuberculozei; se administrează împreună cu alte medicamente pentru a reduce dezvoltarea rezistenței bacteriilor infectante.
- capecitabină - medicament utilizat în tratamentul cancerului de rect, colon sau sân care prezintă metastaze.
- capsulă - învelișul cu care se acoperă unele medicamente solide, administrabile pe cale bucală, în scopul mascării gustului sau mirosului neplăcut.
- captopril - medicament utilizat în tratamentul insuficienței cardiace și al hipertensiunii arteriale; acționează prin inhibarea acțiunii angiotensinei.
- carbachol - medicament parasimpatomimetic, utilizat astăzi rar în tratamentul retenției urinare și uneori și al glaucomului.
- carbamazepină - medicament anticonvulsivant utilizat în tratamentul epilepsiei și pentru ameliorarea durerii în nevralgia trigeminală.
- carbaryl - medicament adiministrat sub forma de loțiuni sau șampon pentru pediculoza capului sau cea pubiană.
- carbenoxolonă - medicament care reduce inflamația, utilizat în special în tratamentul ulcerului gastric sau al ulcerațiilor cavității bucale.
- carbimazol - medicament utilizat pentru a reduce producția de hormoni tiroidieni în caz de hipertiroidie (tireotoxicoză).
- carboanhidrază - vezi anhidrază carbonică.
- carbogen - amestec de oxigen și dioxid de carbon, folosit în inhalații pentru reanimarea înecaților, acelor intoxicați cu anestezice generale etc.
- carbohemoglobină - compus instabil care se formează în sânge, în proporție foarte mică, din dioxid de carbon și hemoglobină, având rolul de transport al dioxidului de carbon; vezi și carboxihemoglobină.
- carbohidrat - vezi glucide.
  - carbohidrat complex -  carbohidrat care e format din mai multe molecule de carbohidrați simpli legate între ele, motiv pentru care se transformă mai greu în glucoză în organism.
  - carbohidrat simplu -  o formă simplă de zahăr care e de obicei dulce la gust și e transformată ușor și rapid în glucoză în organism.
- carbohidrază - enzimă din clasa hidrolazelor care catalizează reacția de desfacere hidrolitică a legăturilor glicozidice din glucide, formând compuși mai simpli.
- carbonat de magneziu - antiacid utilizat în tratamentul tulburărilor dispeptice.
- carboplatin - derivat de platină utilizat în tratamentul unor tipuri de cancer (de exemplu, cancerul ovarian).
- carboxihemoglobină - substanță care rezultă din combinarea monoxidului de carbon cu hemoglobina din sânge; spre deosebire de hemoglobină, este incapabilă să transporte oxigenul la țesuturi, din aceasta cauză producându-se moartea în intoxicațiile cu monoxid de carbon.
- carboxilază - enzimă care catalizează legarea dioxidului de carbon la anumite substanțe.
- carcinogen - substanță care, în contact cu țesuturile, prin lezarea ADN-ului celular, poate cauza dezvoltarea unui cancer; exemple: radiațiile ionizante și diferite substanțe chimice (de exemplu cele din fumul de țigară sau poluanții industriali).
- carcinostatic - (agent) care oprește dezvoltarea carcinoamelor.
- cardiazol - produs de sinteză al pentametilentetrazolului, cu acțiune analeptică, respiratorie și cardiacă.
- cardioinhibitor - medicament care provoacă diminuarea sau oprirea ritmului contracțiilor cardiace.
- cardiotonic - tonic al inimii care întărește forța de contracție a mușchiului cardiac, regularizând ritmul bătăilor inimii; altă denumire: tonicardiac.
- cardiotoxic - (despre substanțe, medicamente) care exercită o acțiune nocivă asupra inimii sau asupra mușchiului cardiac.
- cargan - fibră proteică, obținută din cazeină.
- cariogenic - agent care produce carii, în special cariile dentare; de exemplu zahărul din alimente.
- carminativ - substanță care calmează durerile abdominale, reducând spasmele digestive și balonările, printre altele prin favorizarea evacuării gazelor intestinale.
- carmustină - medicament (un agent alchilant) utilizat în tratamentul unor cancere, cum ar fi mielomul, limfoamele și tumorile intracraniene.
- carnitină - substanță întâlnită în celule care stimulează oxidarea acizilor grași.
- carnozină - dipeptidă formată din beta-alanină și histidină, care regăsește în țesuturile musculare și este un compus cu rol antioxidant.
- caroten - substanță cu structură de hidrocarbură nesaturată, având la capătul lanțului de atomi de carbon o grupare hidroaromatică; se găsește în morcovi, gălbenuș de ou, grăsime și este folosită ca medicament sau colorant alimentar; altă denumire: carotină.
- carotenoidă - pigment organic galben sau roșu, produse de plante, alge, bacterii sau fungi.
- carteolol - medicament beta-blocant utilizat, sub formă de instilații oculare, în tratamentul glaucomului.
- carotină - vezi caroten.
- cascadă - denumire generală pentru seriile de reacții biochimice caracteristice unui anumit proces metabolic, în care, în fiecare etapă, este activată o enzimă care, la rândul său, activează enzima următoare din lanțul metabolic.
- castoreum - secreție odorantă a castorului , folosită în farmacie (ca antiemetic, antispasmodic etc.) și în cosmetică (ca fixativ).
- cașetă - înveliș de forma unei capsule, din substanță amilacee (amidon cu apă), care conține un medicament (sinonim: bulin).
- catabolit - substanță rezultată în urma proceselor catabolice care au loc în organismele vii.
- catalază - enzimă care favorizează descompunerea apei oxigenate în apă și în oxigen molecular.
- cataplasmă - medicament pentru uz extern, având consistența pastei, cu acțiune emolientă sau revulsivă; vezi și plasture transdermic.
- catecolamine - grup de amine biogene, din care fac parte adrenalina, noradrenalina și dopamina, care se găsesc în sânge, unde pot fi dozate.
- catepsină - enzimă intracelulară care descompune proteinele, prezentă în țesuturile tuturor animalelor, activă în general după distrugerea celulei.
- ceai medicinal - extract obținut prin macerație, infuzie sau decocție din diferite plante, cu sau fără adaos de medicamente.
- cefalină - fosfatidă cu structură formată din gliceroli, acizi grași, acid fosforic și un aminoalcool; se găsește în țesutul nervos și cerebral, precum și în gălbenușul de ou.
- cefalosporină - antibiotic semisintetic cu o activitate bactericidă puternică și cu un spectru larg.
- celoidină - soluție concentrată de piroxilină, folosită la secționarea fină a fragmentelor de țesuturi care urmează să fie examinate la microscop.
- celulază - enzimă secretată de intestinul unor erbivore, de melci, omizi, viermi etc, care contribuie la digerarea celulozei; lignoză.
- cenotic - vezi laxativ.
- cerebrozide - substanțe lipidice formate dintr-un acid gras superior, un zahăr și o bază azotată; se găsește în țesutul nervos, în splină, plămâni și în glandele suprarenale.
- cetaceum - produs obținut din substanțele grase care se găsesc în cavitățile pericraniene ale unei specii de balenă; se utilizează în cosmetică și la prepararea unor solvenți organici.
- cetosteroid - grup de substanțe de natură sterolică, din care fac parte: adrenosteronul, androsteronul, izoandrosteronul.

### Ch - Cz
- chalon - substanță produsă de un organ (glandă cu secreție internă) care, circulând prin vasele sanguine, determină inhibarea funcției unui alt organ (scris și șalon).
- chaparral - medicament obținut din plante prezente în preriile din California și Mexic, cu valoare energizantă deosebită.
- cheag - vezi chimozină.
- chelen - anestezic local pe bază de clorură de etil.
- chemosinteză - sintetizare a substanțelor organice cu ajutorul energiei chimice provenite din oxidarea substanțelor minerale; altă denumire: chimiosinteză.
- cheratină - (scris și keratină) proteină fibroasă care intră în structura părului, unghiilor, copitelor, penelor, pielii.
- cheratinizare - acoperire a unui produs farmaceutic cu un amestec format dintr-o substanță ceroasă și cheratină.
- cheratolitic (scris și keratolitic) - (agent terapeutic) care are proprietatea de a exfolia stratul cornos al epidermei.
- chihlimbar cenușiu - vezi ambră.
- chimază - vezi chimozină.
- chimie biologică - vezi biochimie.
- chimiosinteză - vezi chemosinteză.
- chimozină - enzimă de coagulare a laptelui, secretată în stomacul vitelor (sinonime: chimază, cheag, labferment).
- chinidină - alcaloid extras din scoarța arborelui de chinină, folosit în tratamentul aritmiilor cardiace datorită capacității sale de stabilizare a membranei celulare.
- chinină - alcaloid extras din scoarța arborelui de chinină, sub formă de substanță albă, cristalină, cu gust foarte amar, folosită ca medicament în tratamentul malariei și al unor stări febrile.
- chitină - polizaharidă superioară, care conține azot și care constituie substanța de schelet a insectelor și a crustaceelor.
- cian(o)cobalamină - vezi cobalamină.
- cianină - compus organic care constituie colorantul din trandafirul roșu și din dalie.
- cicatrizant - (medicament) care favorizează cicatrizarea.
- ciclobarbital - barbituric cu acțiune sedativ-hipnotică.
- ciclotrop - (medicament) care influențează desfășurarea ciclului menstrual.
- ciclul acidului citric - ciclu de reacții chimice, care este folosit de către toate organismele aerobe pentru a genera energie; altă denumire: ciclul Krebs.
- ciclul Calvin - etapă din fotosinteză care cuprinde acele reacții chimice de conversie a dioxidului de carbon la glucoză.
- ciclul Krebs - vezi ciclul acidului citric.
- ciclul ureei (sau ciclul ureogenetic sau ciclul ornitinei) -  ciclu de reacții biochimice care are ca scop producerea în organism a ureei din amoniac.
- cinconidină - alcaloid extras din scoarța chinchinei, care este folosit în tratarea paludismului.
- cinetică enzimatică - studiul factorilor care acționează asupra enzimelor, modificând viteza de reacție.
- citocid - substanță care distruge celulele vii.
- citofilaxie - acțiune de protecție pe care o au apele minerale asupra celulelor.
- citostatic - medicament care oprește sau care împiedică înmulțirea celulelor, utilizat în special în tratamentul cancerului.
- citozim[1] - enzimă rezultată prin distrugerea trombocitelor, cu rol important în coagularea sângelui; sinonim: trombochinază.
- citric, acid ~ - acid organic care se găsește mai ales în sucul de lămâie; se foloseste la prepararea soluțiilor conservante pentru sânge și în tratamentul hipercalcemiei.
- citrină - vezi vitamina C.
- clavulanic, acid ~ - medicament care interferă cu penicilinaza, care inactivează antibioticele beta-lactamice, cum sunt amoxicilina sau ticarcilina.
- clei - suc gros care se scurge din scoarța unor arbori și care are proprietatea de a se solidifica în contact cu aerul.
- cliochinol - chimioterapic cu proprietăți antifungice și antiprotozoarice din clasa derivaților de 8-hidroxichinolină, fiind utilizat în tratamentul unor infecții locale.
- cloral - compus chimic lichid, uleios, iritant, folosit în farmacie ca antiseptic, calmant și hipnotic; alte denumiri: tricloroacetaldehidă, tricloroetanal.
- cloralhidrat - substanță chimică cristalină, solubilă în apă, cu miros caracteristic; este un medicament hipnotic, sedativ, analgezic, antispastic.
- cloramfenicol - antibiotic puternic, folosit în tratamentul bolilor infecțioase; sinonim: cloromicetină.
- clorchinaldol - compus derivat de 8-hidroxichinolină, utilizat ca agent antibacterian, fiind util în tratamentul gastroenterocolitei acute, diareei, dizenteriei de origine amoebiană și altor boli.
- clordelazin - vezi clorpromazină.
- clorhidric, acid ~ - acid tare, present în sucul gastric, în formă diluată.
- cloromicetină - vezi cloramfenicol.
- cloropicrină - lichid toxic cu miros înțepător folosit pentru deratizare.
- clorpromazină - medicament cu acțiune sedativă asupra sistemului nervos vegetativ, folosit și în preanestezie și hibernare artificială; alte denumir: largactil, clordelazin.
- clorsulfonic, acid ~ - lichid cu miros înțepător, care fumegă în aer, întrebuințat ca agent de sulfonare la fabricarea zaharinei, alizarinei, cloraminei, sulfamidelor etc.
- cobalamină - vitamină hidrosolubilă, prezentă în extractul de ficat, ce conține cobalt și un grup cianic, fiind importantă la menținerea funcționalității normale a sistemului nervos și având o puternică acțiune hematopoietică; alte denumiri: vitamina B12, cian(o)cobalamină.
- cocaină - alcaloid extras din frunzele de coca, folosit ca anestezic local și ca stupefiant, fiind un drog care provoacă dependență.
- coenzimă - componentă neproteică, termostabilă și dizolvabilă a unei enzime, care favorizează acțiunea acesteia; sinonim: coferment.
- cofeină - alcaloid care se extrage din boabe de cafea, din frunze de ceai sau din nuci de cola și care este un puternic excitant al sistemului nervos central și al sistemului cardiac (anterior: cafeină).
- coferment - vezi coenzimă.
- colagen - proteină care se găsește în țesutul conjunctiv, osos și cartilaginos și care prin fierbere se transformă în gelatină.
- colesterină - vezi colesterol.
- colesterol - substanță care se găsește, liberă sau combinată, în untura de pește, în bilă, sânge, țesut nervos, gălbenuș de ou și care reglementează permeabilitatea față de lichide a membranelor celulare (sinonim: colesterină).

- colesterol LDL - varietate de colesterol ce conține lipoproteine de mică densitate și al cărui exces în sânge crește riscul de boli cardiovasculare (sinonim: colesterol rău).
- colesterol HDL - varietate de colesterol ce conține lipoproteinede mare densitate; fiind benefic pentru organism, este numit colesterolul bun, al cărui nivel poate fi menținut consumând grăsimi nesaturate și prin efort fizic.

- colină - amină care face parte din complexul vitaminei B, indispensabilă dezvoltării normale a organismului și procesului de lactație; previne încărcarea grasă a ficatului, fiind utilizată în tratamentul hepatitelor și ai cărui derivați (acetilcolina) au o mare importanță în funcționarea sistemului nervos.
- colinomimetice - vezi parasimpatomimetice.
- colir - medicament lichid întrebuințat în tratamentul diferitelor afecțiuni ale ochilor.
- comprimat - vezi pastilă.
- condroitin sulfuric, acid ~ - acid cu acțiune lentă care se găsește în mod normal în substanța fundamentala a cartilajului; utilizat în tratamentul gonartrozei si al coxartrozei.
- coniferină - vezi abietin.
- corticotropină - vezi ACTH.
- cromatografie de excludere moleculară - tehnică de separare a moleculelor mari, precum proteinele, polizaharidele, polimerii și alte macromolecule.

## D
- dantrolen - medicament miorelaxant central, utilizat intravenos în tratamentul hipertermiei maligne și a unor stări însoțite de spasticitate.
- decarboxilare - reacție de extragere a bioxidului de carbon dintr-un acid organic carboxilic; astfel de reacții au loc în organisme sub influența enzimelor numite decarboxilaze.
- decoct - soluție obținută prin fierbere a produselor vegetale în vederea obținerii anumitor principii active.
- deconectant - substanță medicamentoasă cu acțiune calmantă asupra sistemului nervos central.
- decozină - alcaloid conținut în planta Delphinium consolida ("nemțișor de câmp") care determină scăderea tensiunii arteriale și încetinirea ritmului cardiac.
- dehidrază - vezi: dehidrogenază.
- dehidroascorbic, acid - forma oxidată a acidului ascorbic, fiind un metabolit al acestuia; este utilizat ca sursă de vitamina C.
- dehidrogenază - enzimă care catalizează anumite procese de oxidoreducere, jucând un rol important în respirația celulară, în fermentația alcoolică, în procesele de fotosinteză și în mecanismul vederii.
- deodorant - substanță aplicată pe corp care previne mirosul provocat de ruperea bacteriană a transpirației la axile, picioare și alte zone ale corpului.
- dezinfectant de mâini - produs (bazat în special pe alcool) în formă lichidă sau de gel, care este utilizat pentru procesul de dezinfectare al mâinilor.
- diastază - vezi amilază.
- dietilbarbituric, acid ~ - medicament cunoscut sub numele de veronal și utilizat ca hipnotic și sedativ; vezi și barbital.
- difuzor - aparat bazat pe principiul difuzibilității corpurilor, întrebuințat la extragerea diferitelor substanțe (a zahărului din sfeclă, a taninului din stejar etc.).
- dihidrotahisterol - analog sintetic de vitamina D, care este utilizat ca medicament și supliment alimentar.
- doză letală - cantitate minimă dintr-o substanță toxică sau medicamentoasă care provoacă moartea.
- doză toxică - cantitate minimă dintr-o substanță toxică sau medicamentoasă care produce simptomele de intoxicație.

## E
- edestină - proteină care stimulează producerea de anticorpi, fiind vitală pentru menținerea unui sistem imunitar sănătos.
- edulcorant - substanță care se adaugă unui medicament pentru a-l îndulci.
- efedrină - alcaloid extras din planta Ephedra distachya care stimulează activitatea sistemului nervos central, metabolismul și arderea grăsimilor din țesutul adipos, fiind utilizată și în tratamentul bolilor căilor respiratorii (astm bronșic, rinită etc.).
- efetonină - efedrină sintetică.
- elastină - proteină de susținere, fiind componenta principală a fibrelor elastice din tendoane și vase sanguine.
- element esențial - element chimic care este necesar, în concentrații extrem de reduse, pentru metabolismul omului, animalelor sau plantelor.
- elixir - alcoolat care conține principii volatile din uleiuri esențiale.
- emenagog - (medicament) care provoacă menstruația.
- enzimă - catalizator de natură proteică, prezent în celule vii, care dirijează procesele de sinteză și de degradare din organismele animalelor, plantelor și microorganismelor, producând și păstrând energie; sinonime: diastază, ferment.
- eozinofilie - afinitate a substanțelor protidice bazice pentru coloranți acizi.
- epinefrină - vezi adrenalină.
- ergosterol - substanță cu structură sterolică din grupa micosterolilor, izolată din mucegaiuri și drojdii; este folosit la fabricarea vitaminei D.
- esculină - glicozidă extrasă din scoarța Aesculus hippocastanum și folosită ca medicament, având proprietăți febrifuge, antinevralgice.
- esteraze - enzime din grupa hidrolazelor, din care fac parte: lipazele, lecitinazele, colinesteraza, fosfatazele, pectinesterazele etc.
- etacrinic, acid ~ - medicament diuretic de ansă, utilizat în tratamentul retenției de fluid (edem), când acesta se asociază cu insuficiență cardiacă, afecțiuni renale sau hepatice.
- etandioic, acid ~ - vezi oxalic, acid ~.
- etotoină - medicament derivat de hidantoină, utilizat în tratamentul unor tipuri de epilepsie.
- excipient - compus chimic care se încorporează într-un medicament (colorant, aromatizant, conservant etc.), dar este inactiv față de organism; vezi și principiu activ.

## F
- factor de securitate relativ - vezi indice terapeutic.
- farmacodinamie - parte a farmacologiei care studiază efectul medicamentelor asupra organismului.
- farmacologie - știință care se ocupă cu studiul medicamentelor, al acțiunii acestora asupra organismului și al utilizării lor în tratamentul diferitelor boli.
- farmacologie clinică - specialitatea farmaceutică care utilizează cunoștințele farmaceutice și biomedicale în scopul optimizării tratamentului medicamentos.
- farmacopee - manual oficial cu caracter normativ, folosit în practica farmaceutică, în care sunt descrise cele mai importante substanțe medicamentoase.
- farmacoterapie - tratamentul bolilor cu ajutorul medicamentelor.
- febrifug - vezi antipiretic.
- feculă - amidon extras din cartofi, rădăcini de manioc etc. folosit în alimentație.
- fenacetină - nume comercial al 4-acetil-fenetidinei; are acțiune analgezică și antipiretică.
- fenamină - vezi amfetamină.
- fenazonă - vezi antipirină.
- fenilalanină - aminoacid esențial cu rol de neurotransmițător; efecte: reducerea poftei de mâncare, creșterea apetitului sexual, atenuează depresiile, îmbunătățește memoria.
- fenilbutazonă - medicament înrudit cu amidopirina, folosit în tratamentul diverselor forme de reumatism.
- fenolsteroid - substanță cu structură sterolică, din a cărei categorie fac parte hormonii estrogeni.
- fenotiazină - pulbere cristalină galbenă-verzuie, folosită ca medicament în combaterea strongilozei la animale.
- fenoxietanol - compus organic - eter aromatic - utilizat ca agent bacteriostatic.
- ferment - vezi enzimă.
- fermentație - fenomen de transformare a diferitelor substanțe organice sub acțiunea enzimelor produse de microorganisme.
- fermentație acetică - fermentație produsă de enzime, care transformă alcoolul etilic, alți alcooli și aldehidele în alcool acetic și care este folosită la fabricarea oțetului din vin sau din alcool.
- fermentație acetonobutilică - transformare a zaharurilor în acetonă și alcool butilic sub acțiunea unor microorganisme anaerobe (Amylobacter butilycum) în mediu acid.
- fermentație aerobă - proces de fermentație care necesită prezența oxigenului.
- fermentație alcoolică - proces de transformare a zaharurilor în alcool etilic și dioxid de carbon.
- fermentație amoniacală - fermentație a substanțelor organice care conțin azot, cu degajare de amoniac sau cu formare de săruri de amoniu.
- fermentație anaerobă - proces de fermentație care se produce în absența oxigenului.
- fermentație celulozică - proces de degradare a celulozei sub acțiunea enzimelor din microorganisme.
- fermentație lactică - procesul biologic, în care acționează bacterii, drojdii sau mucegaiuri și din care rezultă ca produs principal acidul lactic.
- fermentație metanică - fermentație anaerobă caracterizată prin producere și degajare de metan.
- ferulic, acid ~ - compus organic fenolic derivat de acid hidroxicinamic, întâlnit în peretele celular al majorității specii vegetale.
- fibrină - proteină de culoare albă-cenușie, care se găsește în sânge și în limfa și care provine din fibrinogen, în timpul coagulării sângelui.
- fibrin-ferment - enzimă secretată de trombocite (globule sangvine speciale) și care joacă un rol important în coagularea sângelui.
- fibrinogen - substanță organică proteică din grupa globulinelor, dizolvată în plasmă, care se transformă în fibrină în timpul coagulării sângelui.
- filochinonă - vezi fitomenadionă.
- fiolă - mic recipient de sticlă pentru conservarea soluțiilor și pulberilor injectabile.
- fitină - sarea de calciu și magneziu a esterului hexafosforic al mezoinozitolului și care se poate folosi ca medicament în intoxicații cronice și în cursul eforturilor musculare importante.
- fitochimicale - substanțe cu efect antioxidant, care stimulează sistemul imunitar, reglează metabolismul hormonilor, fiind bactericide și antivirale.
- fitohormoni - vezi auxine.
- fitomenadionă - formă de vitamina K care este întâlnită în alimente și care este utilizată ca medicament și supliment alimentar; alte denumiri: filochinonă, fitonadionă.
- fitonadionă - vezi fitomenadionă.
- fixator - agent fizic sau substanță chimică care produce coagularea protoplasmei vii, permițând conservarea structurilor și studiul microscopic al țesuturilor fixate.
- flavin adenin dinucleotid - coenzimă implicată în variate procese enzimatice din metabolism; este adesea asociat cu proteine, formând flavoproteine, împreună cu flavin mononucleotidul (FMN).
- flavin mononucleotid - coenzimă implicată în procese enzimaticede oxido-reducere din metabolism.
- flavonă - derivat al benzopiranului din care se extrag o serie de materii colorante naturale (luteolina, crisina etc.).
- folic, acid ~ - vitamină hidrosolubilă a grupului de vitamine B (vitamina B9), având un rol fundamental în formarea celulelor organismului; sinonim: acid pteroilglutamic.
- folinic, acid ~ - derivat al acidului folic, implicat în sinteza purinelor.
- fosfagen - vezi fosfocreatină.
- fosfatidă - substanță organică compusă, care conține fosfor și care intră în componența celulelor vegetale și animale, mai ales a celor din țesutul nervos.
- fosfocreatină -  compus organic cu rol important în contracția musculară (sinonim: fosfagen).
- fosfor - element chimic care se regăsește și în organismul animal (oase, nervi, urină), în guano și în soluri fertile.
- fructoză - principalul tip de carbohidrat din fructe; este mai dulce decât zahărul obișnuit.
- fusidic, acid ~ - antibiotic steroidian utilizat în tratamentul infecțiilor cutanate sau oculare produse de stafilococi.
- fuzel - amestec de alcooli superiori, rezultat la fermentația alcoolică a proteinelor din cereale și din fructe sub acțiunea drojdiei de bere și folosit ca dizolvant la fabricarea substanțelor aromatice și a parfumurilor.

## G
- GABA - vezi gamma-aminobutiric, acid ~.
- gaiacol - eter monoetilic al piorocatehinei, utilizat în trecut la tratamentul tuberculozei (sinonim: guaiacol).
- galactoză - monozaharidă care se găsește în lactoză și în structura unor compuși azotați din creier (cerebrozide).
- galenice, preparate ~ - forme medicamentoase care pot fi administrate bolnavilor ca atare sau care servesc la prepararea formulelor magistrale (rețete).
- gamma-aminobutiric, acid ~ - aminoacid care se găsește în sistemul nervos central, predominant în encefal, unde acționează ca neurotransmițător inhibitor (abreviere GABA).
- gammaglobulină - fracțiune proteică din serul sanguin la care se asociază anticorpii și utilizat, sub formă injectabilă, în scopul rezistenței organismului la bolile infecțioase.
- ganglioplegic - substanță medicamentoasă cu acțiune depresivă asupra sistemului nervos, utilizat în boala hipertensivă și în preanestezie.
- gibereline - substanțe extrase din ciuperca Gibberella fujikuroi, care au calitatea de a stimula creșterea plantelor.
- gliadine - proteine vegetale care se găsesc în semințele cerealelor, fiind printre principalele componente ale glutenului.
- glicocol - cel mai simplu aminoacid; se găsește în foarte multe proteine, iar în cantitate mare în gelatină; altă denumire: acid aminoacetic.
- glicocolic, acid ~ - acid biliar format din combinarea acidului colic cu glicocolul.
- glicogen - substanță aflată în țesuturile corpului, care acționează ca rezervă de carbohidrați pentru organism.
- glitazone - vezi tiazolidindione.
- globulină - proteină care se găsește în plasma sanguină, în lapte, în vegetale.
- glucagon - substanță hormonală de natură polipeptidică, secretată de celulele alfa din pancreas; are acțiune hiperglicemiantă.
- glucide - substanțe organice constituite din carbon, hidrogen și oxigen, în care hidrogenul și oxigenul se găsesc în același raport ca în molecula de apă, componentă majoră a alimentației (macronutrient) alături de proteine și lipide, exemple: glucoza, fructoza, zaharoza, lactoza (sinonime: carbohidrați, hidrați de carbon, hidrocarbonați, zaharuri).
- glucoză - cea mai simplă moleculă de glucidă (carbohidrat); este principalul hidrat de carbon din sânge, fiind utilizat drept combustibil pentru celule.
- glucuronic, acid ~ - derivat din glucoză, important constituent al condroitinsulfatului și al acidului hialuronic.
- glutacid - vezi glutamic, acid ~.
- glutamic, acid ~ - (sinonim: glutacid) aminoacid care se găsește în melasa din sfeclă, în mușchi, țesuturi organice etc., folosit ca tonic al sistemului nervos central; are capacitatea de a colecta excesul de amoniac din organism.
- glutenină - proteină din cereale, insolubilă în apă și cu valoare alimentară aproape completă.
- granulă - pastilă care conține un amestec de substanțe medicamentoase încorporate într-o masă zaharoasă.
- grăsime - macroelement cu cea mai mare valoare energetică în raport cu glucidele și proteinele.
- grăsimi nesaturate - grăsimi care au poziții libere pe scheletul de atomi de carbon; includ acizii grași esențiali (acid linoleic și acid linolenic) și sunt considerate benefice pentru organism.
- grăsimi saturate - grăsimi care nu au poziții libere pe scheletul de atomi de carbon; determină creșterea conținutului de colesterol în sânge, fiind dăunătoare pentru organism.

## H
- hașiș - substanță narcotică extrasă din vârfurile înflorite ale unei specii de cânepă exotică (Cannabis indica), folosită ca excitant psihic și care, consumată sistematic, dă toxicomanii grave (vezi și marijuana).
- hem - componenta neproteinică a hemoglobinei.
- hematoporfirină - derivat fără fier al hemului.
- hemină - substanță formată din hem și care se obține în urma unei reacții chimice, utilizată în medicina legală pentru punerea în evidență a petelor de sânge.
- hemocianină - substanță proteică ce se află în hemolimfa crustaceelor și a moluștelor, având același rol ca și hemoglobina din sângele altor animale.
- hemolizină - denumire generică pentru substanțe de natură variată (anticorpi, toxine bacteriene, veninuri etc.) care "topesc" globulele roșii, punând în libertate hemoglobina conținută în acestea.
- hemosiderină - pigment sanguin care conține fier, rezultat din metabolismul anormal al fierului în organism.
- heparină - ester sulfuric al unui mucopolizaharid; are acțiune anticoagulantă, fiind indicată în tratamentul infarctului miocardic, tromboflebitelor, flebitelor etc.
- heroină - clorhidrat de diacetil morfină, obținut prin sinteză; are acțiune analgezică, mai puternică decât morfina, dar și mai toxică.
- heteroauxină - hormon de creștere a plantelor, una dintre cele trei forme de auxine (sinonim: acid indolilacetic).
- heteroproteide - grupă foarte importante de substanțe macromoleculare naturale din clasa protidelor; din aceasta fac parte: metaloproteidele, fosfoproteidele, lipoproteidele, glucoproteidele, cromoproteidele, nucleoproteidele.
- heterozide - vezi glicozide.
- hexaclorciclohexan - vezi analcid.
- hialuronic, acid ~ - mucopolizaharid prezent în lichidul sinovial, în umoarea apoasă și în cea vitroasă.
- hialuronidaze - enzime care catalizează reacția de depolimerizare a acidului hialuronic; se găsesc în bacterii patogene, la lipitori, în veninul insectelor, al șerpilor și în țesutul testicular al animalelor.
- hidralazină - vezi apresolină.
- hidrat de carbon - vezi glucide.
- hidrazide - compuși organici derivați din hidrazină prin înlocuirea hidroxilului grupării carboxilice a acizilor organici cu gruparea {\displaystyle -NH-NH_{2}.}
- hidrocarbonați - vezi glucide.
- hidrocianic, acid ~ - acid volatil toxic care în urma inhalării poate provoca decesul.
- hidrocoleretic - (medicament) care stimulează secreția biliară, mai ales pe seama apei.
- histamină - amină biogenă formată prin decarboxilarea histidinei, sub acțiunea anumitor enzime; se utilizează în terapeutică pentru stimularea secreției gastrice și ca analgezic.
- histidină - aminoacid bazic natural, care prin decarboxilare se transformă în histamină.
- holoenzimă - substanță care reprezintă complexul dintre coenzimă, gruparea activă efectoare a reacției enzimatice, partea proteică a enzimei care determină specificitatea reacției enzimatice și potențează coenzima (sinonim: holoferment).
- holoferment - vezi holoenzimă.
- homogentizic, acid ~ - produs format în timpul metabolismului aminoacizilor fenilalanină și tirozină.
- hormon - substanță produse în corp care stimulează și coordonează activitatea unor organe sau celule pentru a produce un anumit efect (exemple: adrenalină, insulină).

## I
- ihtiol - ihtiosulfonat de amoniu, obținut prin distilarea unor șisturi bituminoase; are acțiune antiseptică și antiinflamatorie, fiind utilizat în ginecologie și în dermatologie.
- imunochimie - ramură a chimiei care se ocupă cu fracțiunile chimice componente ale celulelor și cu prepararea vaccinurilor.
- imunosupresor - substanță care reduce activitatea sistemului imunitar, utilizată pentru a suprima reacțiile excesive ale acestuia în cazul unor afecțiuni autoimune sau pentru a preveni respingerea transplantului de organe sau țesuturi.
- indice terapeutic - parametru cantitativ care exprimă siguranța administrării unui medicament; altă denumire: factor de securitate relativ.
- indolilacetic, acid ~ - vezi heteroauxină.
- inhibitor al pompei de protoni - clasă de medicamente a căror acțiune principală este diminuarea producerii de acid gastric.
- insulină - hormon secretat de pancreas (în special după consumul de carbohidrați și/sau proteine) cu rolul de a permite trecerea glucozei din sânge în celule pentru a fi arsă sau depozitată.
- interacțiune medicamentoasă - perturbarea mecanismului de acțiune al unui medicament de către diverși factori ca: alimente, băuturi sau alte medicamente.
- izoleucină - aminoacid esențial, care, împreună cu leucina (al cărei izomer este) și cu valina, este cel mai important aminoacid; participă la sinteza proteinelor și are un rol anabolizant mai ales asupra celulelor musculaturii.

## Î
- încarbonizare - proces biochimic lent de transformare a substanțelor organice din plante în cărbuni.

## J
- julep - soluție de gumă arabică în apă, în care se amestecă un medicament activ.

## K
- keratină - vezi cheratină.
- keratolitic - vezi cheratolitic.

## L
- labferment - vezi chimozină
- lactalbumină - albumină care se găsește în lapte, asemănătoare cu albumina din plasma sanguină.
- lactamă - compus organic obținut din aminoacizi și folosit ca materie primă pentru fabricarea unor fibre sintetice.
- lactat de calciu - cea mai importantă sare a acidului lactic, utilizată pentru tratarea bolilor cauzate de lipsa de calciu.
- lactic, acid ~ - compus chimic format în celule ca produs final al metabolismului glucozei în absența oxigenului.
- largactil - vezi clorpromazină.
- laxativ - (medicament) care are proprietatea de a curăța tubul digestiv prin defecare; alte denumiri: purgativ, cenotic.
- lecitină - substanță organică fosforată, care se găsește în organismele vii, mai ales în țesutul nervos și în gălbenușul de ou.
- leucină - aminoacid esențial, izomer al izoleucinei; intră în compoziția tuturor proteinelor, având efecte anabolizante, stimulând și dezvoltând țesuturile musculare.
- lignoză - vezi celulază.
- liniment - preparat farmaceutic de consistență lichidă sau semisolidă, care se aplică pe corp sau este folosit pentru fricțiuni.
- linoleic, acid ~ - acid gras nesaturat, esențial (omega-6-polinesaturat), care se găsește în șofrănel și în uleiul de soia.
- linolenic, acid ~ - acid gras nesaturat, esențial (omega-3-polinesaturat), care se găsește în uleiul de in.
- lipază - enzimă digestivă care descompune grăsimile în molecule mai mici, astfel încât acestea pot fi absorbite și utilizate de către organism.
- lipoic, acid ~ - compus organic care conține sulf; este un antioxidant puternic ce ajută organismul în interacțiunea cu radicalii liberi.
- lipoid:

- lipidă complexă, insolubilă în acetonă, cu proprietăți specifice;
- care are aspect, structură, consistență de grăsime.
- lizină - aminoacid esențial, care participă la metabolismul proteic, fiind și antitoxină; carența acesteia produce: circulație sanguină deficitară, reducerea numărului de eritrocite, dereglări cantitative și calitative la nivelul hemoglobinei, anemie, astenie musculară, astenie mialgică, decalcifieri, amețeli, cefalalgii, leucopenie, recidivarea herpesului, sterilitate.
- lobelină - alcaloid extras din planta Lobelia inflata, care are o acțiune excitantă asupra respirației și care este utilizat în tratamentul astmei, dispneei etc.
- loțiune - preparat cosmetic sau farmaceutic lichid folosit pentru îngrijirea pielii și a părului.
- luciferină - substanță proteică secretată de diferite animale (licurici, pești etc.) care, prin oxidare, devine luminoasă (fenomenul de bioluminescență).

## M
- macronutrient - substanță necesară organismelor în cantități mari, cum ar fi proteinele, grăsimile și glucidele.
- magneziu - element chimic prezent în organismul animal în diverse țesuturi; intervine în metabolismul celular, carența sa în organism duce la hiperexcitabilitate musculară, iar prezența în exces provoacă depresiuni ale sistemului nervos central.
- maltază - enzimă care catalizează scindarea maltozei în două molecule de α-D-glucoză.
- maltoză - (C12H22O11) substanță constituită din două molecule de glucoză, având funcția de dizaharidă reducătoare.
- manită - substanță zaharată extrasă din planta Fraxinus ornus și care are acțiune laxativă.
- marijuana - drog, asemănător cu hașișul, preparat din cânepa indiană (Cannabis indica); fumat sau ingerat, produce euforie, halucinații, afectează percepția și starea de conștiență; sinonim: cannabis.
- mastic - suc rășinos aromatic extras din trunchiul și din ramurile unui arbust asiatic (Pistacia lentiscus), care servește la fabricarea masticii, la prepararea unor lacuri, ca fixator pentru parfumuri etc.
- medicament - substanță naturală sau de sinteză utilizată pentru a vindeca, a ameliora sau a preveni o boală.

- medicament cu risc înalt - medicament periculos pentru corpul uman (care pot conduce la deces, pierderea sarcinii, tulburări ale sănătății etc.) ca urmare a nerespectării dozei prescrise sau ca urmare a substanțelor care pot genera alergii sau reacții toxice în asociere cu alte substanțe prezente în alimentație.

- mefenamic, acid ~ - medicament antiinflamator utilizat în tratamentul cefaleei, durerilor dentare, reumatice și a altor afecțiuni similare.
- mefenitoină - medicament derivat de hidantoină, care a fost utilizat în tratamentul unor tipuri de epilepsie.
- meflochină - medicament utilizat în tratamentul malariei; face parte din lista medicamentelor esențiale ale OMS.
- menachinonă - formă de vitamina K care este produsă la nivel tisular în organismul uman, dar și de către unele specii bacteriene, în urma transformării vitaminei K1.
- mepacrină - vezi atebrină.
- metabolism - utilizarea elementelor nutritive de către organism; este procesul de transport si apoi ardere a substanțelor în organism.
- metaproteină - vezi albuminat.
- metilcloroizotiazolinonă - compus organic cu formula S(C2HCl)C(O)N(CH3), utilizat ca biocid în diverse produse cosmetice.
- metildopa - medicament antihipertensiv, utilizat în tratamentul hipertensiunii arteriale.
- metionină - aminoacid esențial care, în sinergie cu unele vitamine, poate inhiba formațiunile tumorale; prezintă efecte favorabile asupra psihicului, previne căderea părului, scade colesterolemia și favorizează metabolismul lipidelor, în special al fosfolipidelor.
- metoda Bradford- tehnică utilizată pentru a determina concentrația proteinelor într-o soluție și care se bazează pe schimbarea culorii unei soluții în funcție de concentrația proteinelor prezente în aceasta.
- micronutrient - substanță chimică aflat în cantități mici în organismele vegetale și animale, care joacă un rol important în stimularea funcțiilor biologice, de exemplu: fier, iod, vitamina C, vitamina A etc.
- minerale - substanțe anorganice esențiale pentru organism, care joaca un rol important în multe procese vitale metabolice.
- mineralizare - proces chimic sau biologic de transformare a unui compus organic într-un compus anorganic.
- mixtură - medicament care constă dintr-un amestec de mai multe substanțe.
- mosc - substanță secretată de masculul Moschus moschiferus (mamifer numit tot mosc) și care se folosește în industria de parfumuri și în medicină (sinonim cabargá).
- mosc sintetic - substanță chimică obținută sintetic, al cărei miros imită pe cel al moscului.
- mucopolizaharidă - substanță alcătuită din polizaharide și proteine, care se găsește în organismul animalelor, ca parte constitutivă a cartilajelor.

## N
- nalidixic, acid ~ - antibiotic ce acționează asupra germenilor gram-negativi și utilizat în tratamentul infecțiilor tractului urinar și al celui digestiv; denumiri comerciale: negram, nevigramon.
- negram - vezi nalidixic, acid ~.
- neosalvarsan - substanță chimică obținută din trioxid de arsen, utilizat în trecut în vindecarea sifilisului.
- neuroléptice - vezi neuroplegice.
- neuroplégice - grup de substanțe care au o acțiune deconectantă asupra sistemului nervos central (sinonim: neuroleptice).
- nevigramon - vezi nalidixic, acid ~.
- nicotinamidă - vezi vitamina PP.
- nicotinic, acid ~ - substanță care face parte din grupul vitaminelor B și folosit la prepararea vitaminei PP.
- nitrit de amil - compus organic cu formula C5H11ONO, cu proprietăți vasodilatatoare și antihipertensive (altă denumire: azotit de amil).
- nucleoproteidă - substanță organică compusă din acizi nucleici și proteine bazice, care se află în nucleul și în plasma tuturor celulelor organice.

## O
- ocitócice- substanțe care stimulează contracțiile musculaturii uterine.
- oleum jecoris - vezi untură de pește.
- opiacee - preparate farmaceutice derivate din opiu și utilizate ca analgezice, antispastice, hipnotice.
- orizanină - vezi vitamina B1.
- oseină - scleroproteină de tipul colagenului, constituentul proteic cel mai important al osului; se transformă în gelatină prin fierbere.
- ouabaină - glicozidă identică cu strofantozidul G și care exercită o acțiune tonicardiacă.
- oxalic, acid ~ - substanță solidă, albă, cristalizată, toxică, solubilă în apă; se găsește (în cantități mici) în unele legume și este utilizat în vopsitorie sau ca insecticid (sinonim: acid etandioic).
- oxibioză - prezența de oxigen într-un proces chimic aerob.
- oxifil - vezi acidofil.

## P
- pantotenic, acid ~ - compus organic prezent în majoritatea alimentelor și a cărui lipsă provoacă: alergii, dermatite, pierderea părului sau dereglări ale sistemului nervos (sinonim: vitamina B5).
- papaverină - alcaloid extras din opiu sau preparat sintetic, cu diverse utilizări în medicină, datorită acțiunii sale spasmolitice.
- para-aminobenzoic, acid ~ - compus organic cu formula H2NC6H4CO2H, cunoscut sub denumirile: vitamina B10, vitamina H1 și utilizat în tratarea unor boli ca: vitiligo, psoriazis, dispnee, astenie etc.
- para-aminosalicilic, acid ~ - derivat aminat al acidului salicilic, cu proprietăți bacteriostatice față de bacilul Koch.
- parasimpatomimetic - (substanță) cu efect comparabil celui al excitației sistemului parasimpatic.
- parasimpatomimetice - substanțe medicamentoase care stimulează sistemul nervos vegetativ parasimpatic (SNVPS); altă denumire: colinomimetice.
- paricalcitol - analog sintetic de calcitriol (o formă de vitamina D) care este utilizat ca medicament, pentru prevenirea și tratamentul hiperparatiroidismului secundar.
- pastilă - preparat farmaceutic de forma unei tablete sau a unei bomboane mici, rotunde; altă denumire: comprimat.
- penicilinază - enzimă care împiedică acțiunea antibiotică a penicilinei.
- pentazol - substanță incoloră, cristalizată, cu gust amărui, solubilă în apă, folosită ca medicament cu acțiune cardiacă, respiratorie etc.
- pilulă contraceptivă orală combinată - metodă medicamentoasă de contracepție care conține atât un estrogen, cât și un progesteron.
- pioglitazonă - medicament antidiabetic din clasa tiazolidindionelor, fiind utilizat în tratamentul diabetului zaharat de tipul 2.
- piramidon - derivat din pirazolon, înrudit cu antipirina și obținut din aceasta; era folosit în trecut ca febrifug și analgezic (sinonime: amidopirină, aminofenazonă).
- pirogalic, acid ~ - vezi: pirogalol.
- pirogalol - compus organic cristalin, alb, cu gust amar, folosit ca antiseptic; sinonim: acid pirogalic.
- pirolizină - ɑ-aminoacid utilizat în procesul de biosinteză al unor proteine la unele bacterii și arhebacterii.
- plasture transdermic - preparat farmaceutic format dintr-un plasture adeziv, destinat administrării cutanate, și care conține o doză fixă de principiu activ care urmează să fie absorbită prin piele în circulația sanguină; vezi și cataplasmă.
- principiu activ - substanță existentă într-un medicament (spre deosebire de excipient) sau produs de origine vegetală sau animală care imprimă un caracter specific acelui produs.
- priză:

- doză (mică) de medicament pentru o administrare;
- cantitate mică de tutun (sau de alte substanțe pulverulente) prevăzută pentru o singură dată sau care se trage pe nas (în cazul drogurilor).
- producție biologică de hidrogen - metodă de obținere a hidrogenului cu ajutorul algelor.
- propifenazonă - antiinflamator nesteroidian din clasa derivaților de pirazolonă, derivat de fenazonă (izopropilantipirină), utilizat ca analgezic și antipiretic.
- proteidă - compus organic format prin combinarea unor proteine cu substanțe neproteice.
- proteine - componentele de bază ale mușchilor, enzimelor, hormonilor și care sunt compuse din aminoacizi.
- protidă - substanță organică  (proteine, proteide, aminoacizi etc.) azotată care, prin desfacere hidrolitică, eliberează aminoacizi.
- protrombină - proteină inactivă din sânge care se transformă în trombină cu rol esențial în coagularea sângelui.
- provitamină - substanță vegetală care, ajungând în organismul uman sau animal prin alimentație, se transformă în vitamină.
- psicoză - compus organic utilizat în unele alimente și băuturi comerciale ca îndulcitor cu conținut caloric slab.
- pteroilglutamic, acid ~ - vezi: folic, acid ~.
- purgativ - vezi laxativ.
- putrefacție - descompunerea proteinelor și transformarea lor în substanțe otrăvitoare de către microorganisme.

## Q
- quebracho - material tanant extras din scoarța și lemnul arborelui omonim (Schinopsis lorentzii), utilizat în industria pielăriei.

## R
- racemaze - clasă de enzime care catalizează reacțiile de racemizare.
- radicali liberi - molecule reactive, care se pot transforma în agenți foarte instabili și periculoși din punct de vedere biochimic.
- rahianstézice - substanțe cu acțiune anestezică locală, care se injectează în canalul rahidian; exemple: novocaina, procaina, percaina, stovaina.
- renină - enzimă proteolitică, secretată de rinichi în anumite condiții și care participă la reglarea presiunii sanguine.
- retard - medicament a cărui acțiune este prelungită prin adăugarea unor substanțe chimice care sunt resorbite lent în organism (exemple: insulina, penicilina uleioasă, unii hormoni etc.).
- reticulină - substanță organică albuminoidă care conține fosfor și care se găsește în organele bogate în țesut reticular.
- retinol - vezi vitamina A.
- rocuroniu - curarizant antidepolariazant, derivat de amoniu cuaternar, utilizat intravenos ca miorelaxant periferic.
- rosiglitazonă - medicament antidiabetic din clasa tiazolidindionelor, fiind utilizat în SUA în tratamentul diabetului zaharat de tipul 2.

## S
- salicilat de antipirină - vezi antipirină salicilică.
- salicilic, acid ~ - compus organic folosit în industria coloranților și a conservelor alimentare, precum și în medicină ca antiseptic (ulcerații, eczeme, psoriazis, veruci, bătături).
- salipirină - vezi antipirină salicilică.
- saxagliptină - medicament antidiabetic din clasa incretinomimeticelor, a inhibitorilor de dipeptidil peptidaza 4 (DPP-4), fiind utilizat în tratamentul diabetului zaharat de tipul 2.
- scleroproteină - proteină cu structură fibroasă, insolubilă în apă, foarte rezistentă, care există în țesuturile de susținere ale fanerelor; exemple: colagenul, elastina, reticulina, cheratina, care sunt prezente în țesuturile conjunctive, osoase și epidermice.
- semisinteză - sinteza chimică ce include utilizarea unui compus inițial, obținut din surse naturale (precum bacteriene sau vegetale), pentru a obține un produs derivat al acestui compus natural.
- ser:

- partea lichidă a sângelui;
- lichid extras din sânge sau preparat pe cale artificială care conține un anumit anticorp sau o secreție glandulară și este folosit în scopuri terapeutice.
- ser fiziologic - soluție salină foarte diluată , apropiată de compoziția serului sangvin, folosită pentru a înlocui pierderile mari de lichide sau de sânge în diferite boli, pentru dizolvarea unor antibiotice etc.
- ser imun - ser sanguin provenit de la un animal vaccinat care, introdus în organism, conferă o imunitate pasivă.
- ser sanguin - plasmă sanguină din care s-a extras fibrinogenul.
- sialic, acid ~ - acid organic monocarboxilic, constituent esențial al funcțiunii glucidice a glicoproteinelor de la nivelul membranelor celulare.
- sinteză proteică - procesul prin care organismul creează proteine noi (cum ar fi masă musculară) din aminoacizii proveniți din alimentație.
- sitagliptină - medicament antidiabetic din clasa incretinomimeticelor, a inhibitorilor de dipeptidil peptidaza 4 (DPP-4), fiind utilizat în tratamentul diabetului zaharat de tipul 2.
- soluție Ringer - soluție izotonică utilizată pentru a menține echilibrul electroliților în corpul uman în timpul intervențiilor chirurgicale, perfuziilor intravenoase sau în tratamentul unor afecțiuni medicale.
- spasmolitic - vezi antispastic.
- spectrină - proteină fibroasă, de circa 100 nm lungime, care reprezintă aproximativ 25% din masa proteinelor asociate membranei eritrocitare; este principalul component al citoscheletului situat sub membrana hematiei (scheletul membranei); vezi și ankirină.
- spirocid - vezi antiluetic.
- suc - lichid secretat de unele organe vegetale sau conținut în corpurile animalelor și îndeplinind diverse funcții.
- suc gastric - suc secretat de glandele stomacale, cu ajutorul căruia se face digestia.
- sucuri digestive - lichide de compoziție chimică diferită, secretate de tubul digestiv și anexele sale, sub influența cărora se face digestia alimentelor.
- superoxid dismutază - enzimă care catalizează reacția de dismutare a anionului superoxid (O2−) la oxigen (O2) și peroxid de hidrogen (H2O2).
- suprarenină - vezi adrenalină.

## Ș
- șalon - vezi chalon.

## T
- tanin - substanță astringentă care se află în coaja stejarului, castanului și altor copaci și care servește la tăbăcit și ca tonic în medicină.
- tartrazină - colorant alimentar, iar din punct vedere chimic este un colorant azoic sintetic derivat de la pirazol.
- tártric, acid ~ - substanță organică optic activă (acid dihidroxisuccinic); poate fi izolat din tartru și are aplicații în medicină și în industria alimentară.
- taurină - acid aminoetilsulfonic, care împreună cu colina formează acidul taurocolic; se găsește în secreția biliară.
- taurocólic, acid ~ - acid biliar format prin unirea acidului colic cu taurina; este evacuat prin materiile fecale, iar în stări patologice (icter) este prezent în sânge și în urină.
- teínă - bază purinică, identică cu cofeina, care se găsește în frunzele de ceai; are acțiune excitantă asupra sistemului nervos și stimulează activitatea inimii.
- teobromină - dimetilxantină, extrasă din frunzele plantei Theobroma cacao sau preparată sintetic; are acțiune diuretică și stimulează activitatea inimii și musculatura striată.
- teofilină - dimetiloxipurină, izomer al teobrominei; are acțiune diuretică, vasodilatatoare, stimulează mușchiul cardiac, dilată bronhiile și acționează asupra centrilor respiratori.
- tiadiazol - clasă de compuși aromatici care intră în compoziția unor medicamente ca: acetazolamidă, ceftobiprol, ceftolozan, sulfametizol.
- tiamină - vezi vitamina B1.
- tiazolidindione - clasă de heterociclici cu nucleu pentaatomic de tipul C3NS; altă denumire: glitazone.
- timol - compus organic din clasa fenolilor, care se găsește în unele uleiuri eterice sau se prepară pe cale sintetică, fiind folosit în special ca medicament.
- tolazolină - medicament utilizat ca vasodilatator, în tratamentul unor spasme ale vaselor sanguine periferice (acrocianoză).
- tonicardiac - vezi cardiotonic.
- tranexamic, acid ~ - medicament care previne distrugerea cheagurilor de sânge din circulație, fiind utilizat pentru a controla o hemoragie severă, de exemplu, după o intervenție chirurgicală sau pentru tratarea unei menoragii.
- treonină - aminoacid esențial cu proprietăți lipotrope și depurative, ajutând totodată la buna funcționare a pancreasului endocrin.
- acid tricloracetic, acid ~ - substanță caustică folosită în diverse boli de piele; poate cauza necroză tisulară.
- tricloroacetaldehidă (sau tricloroetanal) - vezi cloral.
- triptofan - aminoacid esențial, utilizat de creier, împreună cu vitamina B6, nicotinamida și magneziu pentru a produce serotonina;  contribuie la inducerea somnului, reduce sensibilitatea la durere, atenuează migrenele, acționează ca un antidepresiv, ajută la reducerea anxietății și tensiunii nervoase.
- trombochinază - vezi citozim.

## U
- undecanoic, acid ~ - substanță antifungică, ce se aplică pe tegumente, sub forma de pudră, cremă, loțiuni sau spray, pentru tratamentul unor infecții, cum ar fi " piciorul de atlet".
- uric, acid ~ - component al urinii ce conține azot și rezultă în urma degradării metabolice a proteinelor, mai precis a purinelor, componentele acizilor nucleici.
- urobilinogen - compus organic format în intestin prin reducerea bilirubinei, reabsorbit apoi numai în parte prin peretele intestinal și redat ficatului.
- ursodeoxicolic, acid ~ - medicament folosit pentru dizolvarea calculilor colesterolici din vezica biliară.

## V
- valină - aminoacid esențial care participă la sinteza proteinelor, are un rol anabolizant mai ales asupra celulelor musculaturii, asigură coordonarea mișcărilor, redă echilibrul emoțional, normalizează tensiunea arterială.
- vehicul - mediu de dispersie a substanțelor active care intră în componența medicamentelor.
- vermifug - vezi antihelmintic.
- veronal - vezi: dietilbarbituric, acid ~.
- vildagliptină - medicament antidiabetic din clasa incretinomimeticelor, a inhibitorilor de dipeptidil peptidaza 4 (DPP-4), fiind utilizat în tratamentul diabetului zaharat de tipul 2.
- vitamina A - vitamină solubilă în grăsimi, antioxidantă, importantă în vedere și creșterea oaselor; alte denumiri: axeroftol, retinol.
- vitamina B5 - vezi pantotenic, acid ~.
- vitamina B1 - vitamină hidrosolubilă din complexul vitaminic B cu proprietăți antinevritice și efecte benefice asupra sistemului nervos, digestiv, dar și la nivelul mușchilor și chiar al inimii; alte denumiri: aneurină, orizamină, tiamină.
- vitamina B7 - moleculă din clasa vitaminelor care funcționează ca un cofactor enzimatic; altă denumire: biotină.
- vitamina B10 - vezi para-aminobenzoic, acid ~.
- vitamina B12 - vezi cobalamină.
- vitamina C - vitamină hidrosolubilă care joacă un rol important în formarea colagenului, hormonilor, carnitinei și aminoacizilor; este esențială în procesele de vindecare a plăgilor și arsurilor, susține imunitatea, are rol antioxidant și favorizează absorbția fierului în organism; alte denumiri: acid ascorbic, citrină.
- vitamina H1 - vezi para-aminobenzoic, acid ~.
- vitamine - micronutrienți indispensabili pentru funcționalitatea organismului, dar necesari în cantități mici; sunt principii nutritive esențiale, fără aport caloric, multe dintre ele funcționând drept coenzime, cu rol în susținerea unei game largi de funcții biologice.
- vitelină - proteină care conține și fosfor, prezentă în gălbenușul de ou.

## Z
- zaharimetru - instrument folosit pentru determinarea concentrației unei soluții de zaharoză, utilizat în special în industria zahărului.
- zaharoză - substanță din clasa zaharurilor, formată din combinarea unei molecule de fructoză cu o moleculă de glucoză, cu gust dulce, solubilă în apă și cu mare valoare nutritivă.
- zaharuri - vezi glucide.